# إستر رالستون
إستر رالستون (بالإنجليزية: Esther Ralston)‏ هي ممثلة أمريكية، ولدت في 17 سبتمبر 1902 في الولايات المتحدة، وتوفيت بنفس المكان في 14 يناير 1994 بسبب نوبة قلبية.

## أعمال

### أفلام
- (1921) الطفل
- (1932) بعد الحفل الراقص
- (1940) تن بان ألي

## وصلات خارجية
- إستر رالستون على موقع IMDb (الإنجليزية)
- إستر رالستون على موقع ألو سيني (الفرنسية)
- إستر رالستون على موقع أول موفي (الإنجليزية)
- إستر رالستون على موقع قاعدة بيانات الأفلام السويدية (السويدية)
- إستر رالستون على موقع قاعدة بيانات الفيلم (الإنجليزية)
- إستر رالستون على موقع كينوبويسك (الروسية)